# Гад (пророк)
Гад (івр. גד החוזה) — один з біблійних пророків та персонаж Старого Завіту.
Гад був порадником та пророком царя Давида. У період коли Давид рятувався від переслідувань Саула Гад допомагав йому порадами Після того як Давид став царем Ізраїлю Гад увійшов до числа його радників і керував разом з пророком Натаном, організовував служіння левітів. Після проведеного Давидом перепису населення Гад з'явився до нього щоб сповістити про покарання Господнє його за цей вчинок. Пророк Гад останній раз згадується у Другій книзі Самуїла з вказівкою до Давида збудувати жертовник Богові для зупинення покарання народові .
Згідно Першій книзі хроніки, Гад  поряд з пророками Самуїлом і Натаном, записував справи царя Давида у зв'язку з чим його вважають одним з можливих авторів Першої та Другої книг Самуїла.